# كريستيان جوزيف زوبر
كريستيان جوزيف زوبر (بالدنماركية: Christian Joseph Zuber)‏ هو مهندس معماري دنماركي، ولد في 11 يناير 1736 في كوبنهاغن في الدنمارك، وتوفي في 16 سبتمبر 1802 في فريديريكا في الدنمارك.